# Eder Mejía
Eder Mejía Muñoz (1987) es un deportista mexicano que compitió en acuatlón. Ganó una medalla de bronce en el Campeonato Mundial de Acuatlón de 2007.

## Palmarés internacional
| Campeonato Mundial | Campeonato Mundial | Campeonato Mundial | Campeonato Mundial |
| Año                | Lugar              | Medalla            | Prueba             |
| ------------------ | ------------------ | ------------------ | ------------------ |
| 2007               | Ixtapa (México)    | Medalla de bronce  | Individual         |